# Kill the Musicians
Kill the Musicians è una raccolta del 1995 del gruppo punk statunitense Screeching Weasel, composta da demo, b-side e tracce edite solo su vinile. Questa raccolta è stata ripubblicata dalla Asian Man Records nel 2005.

## Tracce
1. Kamala's Too Nice (Weasel/Vapid) – 1:26
2. Punkhouse (Weasel/Jughead) – 2:14
3. Fathead (Weasel/Vapid/Jughead) – 1:16
4. Good Morning (Weasel) – 2:16
5. I Need Therapy (Weasel) – 1:21
6. I Think We're Alone Now (R. Cordell) – 0:57
7. Something Wrong (Screeching Weasel) – 1:50
8. This Bud's for Me (Screeching Weasel) – 2:08
9. I Wanna Be a Homosexual (Weasel/Jughead/Vapid) – 3:04
10. She's Giving Me the Creeps (Weasel/Vapid) – 2:23
11. I Fall to Pieces (H.Cochran/H. Howard) – 2:11
12. Celena (Weasel) – 3:49
13. Radio Blast (Weasel/Vapid) – 3:58
14. The Girl Next Door (Weasel) – 3:12
15. Achtung (Authorities) – 2:19
16. Judy Is a Punk (Colvin/Cummings/Erdelyi/Hyman) – 1:21
17. Chainsaw (Colvin/Cummings/Erdelyi/Hyman) – 1:55
18. Now I Wanna Sniff Some Glue (Colvin/Cummings/Erdelyi/Hyman) – 1:21
19. Havana Affair (Colvin/Cummings/Erdelyi/Hyman) – 1:38
20. Soap Opera (Weasel) – 2:37
21. Stab Stab Stab (Weasel) – 3:00
22. Six A. M. (Weasel) – 2:16
23. Hey Suburbia (Weasel/Vapid/Jughead) – 2:46
24. The American Dream (Weasel) – 0:39
25. Mary Was an Anarchist (Weasel) – 3:15
26. Around on You (Weasel/Vapid) – 2:50
27. Goodbye to You (Weasel/Vapid) – 1:44
28. Veronica Hates Me (live) (Weasel) – 3:02
29. I Can See Clearly (live) (Johnny Nash) – 2:19
30. Supermarket Fantasy (live) (Weasel) – 1:30
31. The Science of Myth (live) (Weasel) – 2:14

## Formazione[2]
- Ben Weasel - voce, chitarra (tracce 1-8, 20-31)
- Jughead - chitarra
- Danny Vapid - voce d'accompagnamento, basso (tracce 1-8, 16-31), chitarra (tracce 9-15)
- Dan Panic - batteria (tracce 9-31)
- Brian Vermin - batteria (tracce 1-8)
- Dave Naked - basso (tracce 9-11)
- Johnny Personality - basso (tracce 12-15)